# Litochelifer nidicola
Genre
Espèce
Litochelifer nidicola, unique représentant du genre Litochelifer, est une espèce de pseudoscorpions de la famille des Cheliferidae.

## Distribution
Cette espèce est endémique d'Afrique du Sud.

## Description
Le mâle mesure 2 mm et la femelle 2,5 mm.

## Publication originale
- Beier, 1948 : Phoresie und Phagophilie bei Pseudoscorpionen. Österreichische Zoologische Zeitschrift, vol. 1, p. 441-497 (texte intégral).